# Marshall University
La Marshall University è un'università statunitense pubblica con sede a Huntington, in Virginia Occidentale.

## Storia
L'università fu fondata nel 1837 e prende il nome da John Marshall, il quarto presidente della Corte suprema degli Stati Uniti d'America.
Nel 1858 l'ateneo assunse l'attuale denominazione, un evento molto importante fu il discorso tenuto da John Fitzgerald Kennedy nel 1960, nel pieno della sua campagna elettorale.

Il 14 novembre 1970 l'aereo su cui viaggiava la squadra maschile di football americano della Marshall University si schiantò mentre atterrava al Tri-State Airport della Contea di Wayne; l'incidente fu senza superstiti e contò 75 morti fra giocatori, staff e tifosi.

Una fontana e un monumento al centro dell'università sono dedicati ai caduti di quella tragedia.

## Sport
I Thundering Herd, che fanno parte della NCAA Division I, sono affiliati alla Sun Belt Conference. Il football americano (di cui Marshall è campione NCAA nel 1992 e nel 1996) è lo sport principale, le partite interne vengono giocate al Joan C. Edwards Stadium e indoor al Cam Henderson Center.

### Pallacanestro
Marshall vanta una tradizione abbastanza modesta nella pallacanestro collegiale, conta 5 apparizioni nella post-season (l'ultima nel 1987) senza mai riuscire a vincere un incontro.